# Friedrich Tietjen
Friedrich Tietjen (Garnholt, 15 ottobre 1832 – Berlino, 21 giugno 1895) è stato un astronomo tedesco.
Nel 1853 inizia gli studi di matematica, astronomia e fisica al Collegio Carolinum, l'odierna Università tecnica, di Braunschweig. Dopo la laurea si trasferisce a Berlino, dove nel 1863 ottiene il dottorato di ricerca in astronomia e diviene professore e primo assistente dell'Osservatorio Reale. Dal 1874, e fino alla morte, fu il direttore dell'Istituto di Calcoli Astronomici di Heidelberg.
Il Minor Planet Center gli accredita la scoperta dell'asteroide 86 Semele effettuata il 4 gennaio 1866.
Gli è stato dedicato l'asteroide 2158 Tietjen, scoperto da Karl Wilhelm Reinmuth all'osservatorio di stato di Heidelberg-Königstuhl nel 1933.